# 轩岗乡
轩岗乡是云南省德宏傣族景颇族自治州芒市下辖的一个乡，位于芒市北部。

## 历史
1936年，国民政府在潞西地区推行乡镇建制，芒市土司下辖的轩岗㽘成立轩岗乡（㽘乡合一），隶属潞西县第一区。中华人民共和国成立后，轩岗乡隶属潞西县芒市区。1953年，芒市区拆分，芒市河以西地区成立轩岗区，1954年更名允茂区。1956年与勐社区合并，成立芒市坝区（后更名风平区）。1965年，风平区芒棒乡、丙茂乡、勐茂乡与江东区的芹菜塘乡、筠竹园乡合并组建新的轩岗区。1969年再次实行人民公社化运动，轩岗区改称五七公社，1971年恢复原名。1984年，恢复区乡建制；1987年12月，轩岗区改为轩岗乡:25-31。

## 地理
轩岗乡总面积163.7平方千米，距离芒市20千米；2020年有人口23,230人，傣族占57.50%（2019年），汉族占41.90%（2019年）:99。轩岗乡地处芒市坝西部，地势西北高、东南低，平坝和山地为主。境内最高峰是芹菜塘村的塘子坡，海拔2,224米；最低点芒棒村，海拔860米。境内河流属瑞丽江流域，主要河流有轩岗河、南腊河等。:2566。

## 行政区划
轩岗乡下辖以下地区：
遮相华侨社区、芒广村、丙茂村、芒棒村、筠竹园村和芹菜塘村。

## 经济
2016年，轩岗乡有耕地面积58,453亩，农业总产值25,958万元，主要作物有水稻、玉米、小麦、茶叶、甘蔗、柑橘、核桃、药材等。2011年有规模以上工业企业1家，全年社会商品销售额568万元，财政收入194.48万元。:2566

## 基础设施
轩岗乡有6所小学和1所初中，乡内建有文化站1个、卫生院1所。乡内有县乡级公路17条，总长92.34千米，乡村公路通达率100%，芒梁高速（在建）、332省道过境。:2566